# Corb marí del Japó
El corb marí del Japó (Phalacrocorax capillatus) és un ocell marí de la família dels falacrocoràcids (Phalacrocoracidae) que habita costes rocoses de Primórie, illes Kurils, Corea, nord-est de la Xina i Japó.